# Astrid Jacob

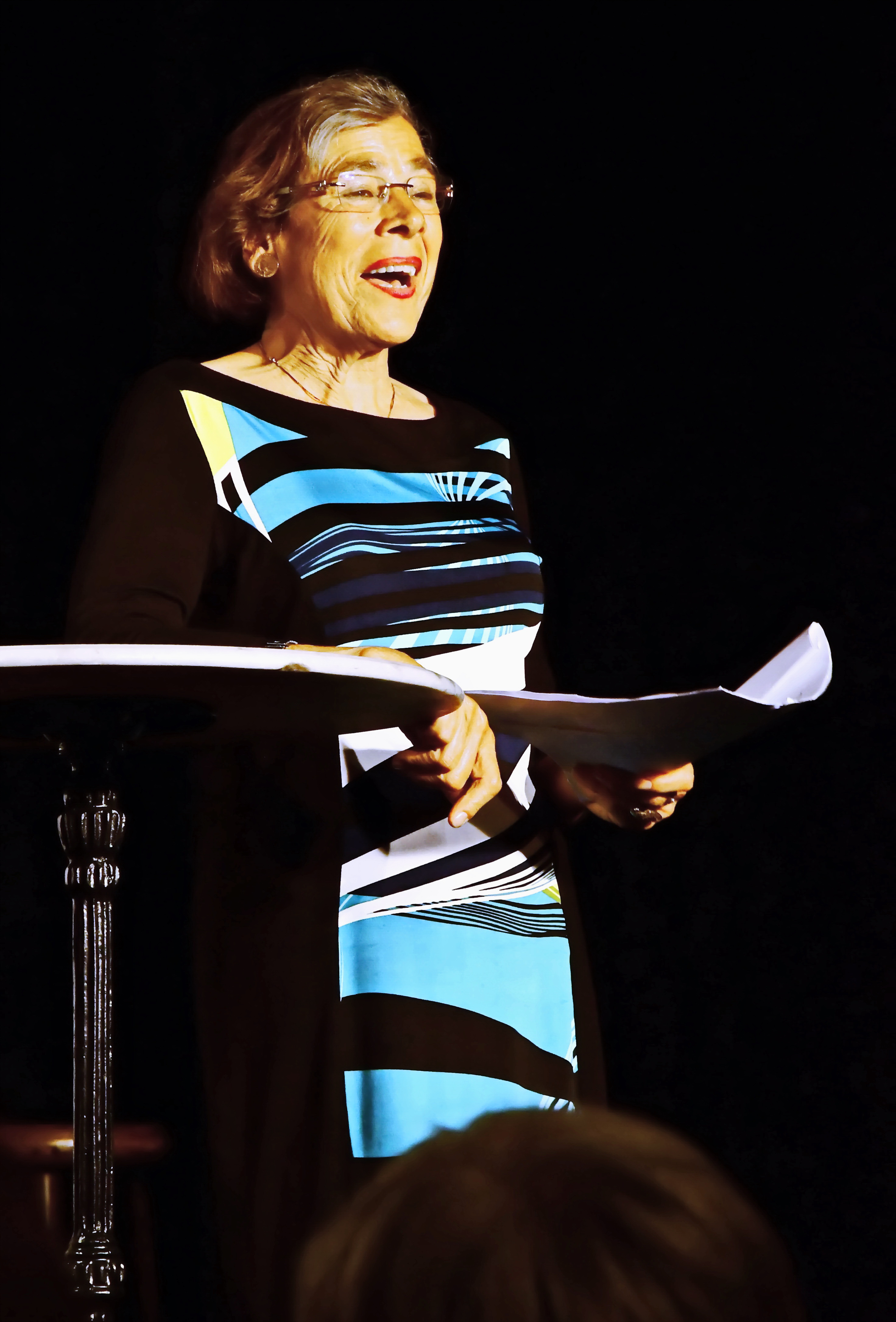
Astrid Jacob, 2017

Astrid Jacob (* 27. Februar 1945 in Dresden) ist eine deutsche Schauspielerin, Kabarettistin, Hörspielsprecherin, Theater- und Opernregisseurin.

## Leben
Astrid Jacob wuchs in Bochum auf und ließ sich von 1962 bis 1964 an der dortigen  Schauspielschule ausbilden. Neben Festengagements an Bühnen in Frankfurt, Gelsenkirchen, Krefeld, Nürnberg, Saarbrücken und dem Staatstheater Stuttgart gastierte sie häufig bei Festspielen, so in Bad Hersfeld, in Wunsiedel, Jagsthausen und Schlossfestspiele Ettlingen. Wichtige Rollen waren die Titelfiguren in Maria Stuart von Friedrich Schiller, Mutter Courage und ihre Kinder von Bertolt Brecht und Goethes Iphigenie auf Tauris. Jacob war ferner Lady Macbeth in William Shakespeares Drama Macbeth und die Jenny in Brechts und Kurt Weills Oper Aufstieg und Fall der Stadt Mahagonny. Von 1978 bis 1982 war Jacob Mitglied der Münchner Lach- und Schießgesellschaft. Daneben trat sie als erste Frau in Deutschland mit eigenen, häufig literarisch-musikalischen Programmen auf, die sie auch nach Italien und in die damalige Sowjetunion führten. Hierbei beschäftigt sie sich insbesondere mit dem Werk Mascha Kalékos. Für ihre literarischen Darbietungen wurde sie mehrfach mit Kulturpreisen ausgezeichnet.
Neben ihrer Tätigkeit als Schauspielerin führt Astrid Jacob Theater- und Opernregie. Zu ihren Inszenierungen zählen neben anderen die Opern Das schlaue Füchslein von Leoš Janáček und Raskolnikoff von Heinrich Sutermeister am Stadttheater Bremerhaven sowie Gioachino Rossinis La Cenerentola am Stadttheater Gießen. Hier zeichnete sie als Regisseurin auch für das Musical My Fair Lady, Becketts Warten auf Godot, Amadeus von Peter Shaffer und Die sexuellen Neurosen unserer Eltern von Lukas Bärfuss verantwortlich. Für das musikalische Quartett Die Schmachtigallen schrieb und inszenierte Jacob mehrere Revuen. Ferner arbeitete sie in Koblenz, am Rheinischen Landestheater Neuss, am Staatstheater Oldenburg und am Stuttgarter Renitenztheater. Regie führte Jacob auch während ihrer Zeit als Intendantin der Neersener Schlossfestspiele, die von 2006 bis 2014 dauerte.
Seit Beginn der 1970er Jahre arbeitet Astrid Jacob auch gelegentlich für das Fernsehen. So sah man sie unter anderem in der Serie Der Anwalt, an der Seite von Dieter Hallervorden in dem Film Didi auf vollen Touren und in einigen Tatort-Folgen. Außerdem ist sie als Hörspielsprecherin tätig.
Astrid Jacob lebt in München.

## Filmografie
- 1970: Otto, der Klavierstimmer
- 1970: Hanna Lessing
- 1970: Ein Mädchen für alles
- 1973: Wenn alle anderen fehlen
- 1974: Ehrenhäuptling der Watubas
- 1975: Der Prototyp
- 1976: Schulmädchen-Report. 10. Teil: Irgendwann fängt jede an
- 1976: Der Anwalt – Ein Büschel Haare
- 1977: Der Anwalt – Kuhhandel
- 1977: Tatort – Flieder für Jaczek
- 1978: Ausgerissen! Was nun? – Das Ferienlager
- 1980: Tour de Ruhr
- 1981: Bäume ausreißen
- 1981: Tatort – Katz und Mäuse
- 1986: Didi auf vollen Touren
- 1987: Tatort – Blindflug
- 1995: Die Wadlbeißer von Traxlbach

## Hörspiele (Auswahl)
- 1969: das gras wies wächst – Autor und Regie: Franz Mon
- 1970: Die Sagen von denen die reden – Autor: Claude Ollier – Regie: Hans Bernd Müller
- 1973: Pincopallino in zerbrechlicher Umwelt oder Der Mensch im Raum – Autor und Regie: Franz Mon
- 1980: Die Experten (Folge 1: Die Identitätskrise des Robin Cassius Robinsen) – Autoren: Rolf und Alexandra Becker – Regie: Walter Netzsch
- 1980: Die Experten (Folge 4: Ein Kriminalfall wie manch anderer) – Autoren: Rolf und Alexandra Becker – Regie: Walter Netzsch
- 1982: Die Experten (Folge 6: Schatten der Vergangenheit) – Autoren: Rolf und Alexandra Becker – Regie: Walter Netzsch
- 1984: Selbstgebackenes – Autor: Peter Jacobi – Regie: Klaus Wirbitzky
- 1984: Menschen Göttern gleich – Autor: Herbert George Wells – Regie: Wolf Euba
- 1984: Ein süßes Etwas – Autor: Rodney David Wingfield – Regie: Dieter Eppler
- 1984: Der letzte Detektiv (Folge 3: Reservat) – Autor: Michael Koser – Regie: Heiner Schmidt
- 1985: Der Whisky-Killer – Autor: Roderick Wilkinson – Regie: Klaus Wirbitzky
- 1985: Raus und rein – Autor: Michael Gilbert – Regie: Klaus Mehrländer
- 1985: Ohne Geld singt der Blinde nicht (2. Teil: Sargfracht nach Berlin) – Autor und Regie: Richard Hey
- 1990: Mord vor Publikum – Autoren: John Owen und James Parkinson – Regie: Stefan Hilsbecher
- 1992: 12 Uhr Majakowskij Platz – Autor: Sergei Ustinow – Regie: Uwe Schareck
- 1992: Pilzkultur – Autor: Holger Sandig – Regie: Herbert Lehnert
- 1994: 99 Sprüche über das Leben – Autor: Andreas Goetz – Regie: Klaus Mehrländer
- 1997: Bakkarat – Autor: Stefan Richwien – Regie: Hans-Peter Bögel
- 1997: Zwischen den Fronten – His Honor The Major – Autor: Orson Welles – Regie: Götz Fritsch
- 2000: Vatis Koffer – Autorinnen: Astrid Jacob und Aysim Woltmann – Regie: Michael Peter
- 2001: Der letzte Detektiv (Folge 38: Totentanz) – Autor: Michael Koser – Regie: Werner Klein